# 畠重樹
畠 重樹（はた しげき）は、日本の俳優。

## 出演作品

### テレビ
- 『超新星フラッシュマン』第7話（1986年）
- 『じゃあまん探偵団 魔隣組』（1988年）田トシカズ 役
- 『探偵団スペシャル 魔隣組対覇悪怒組（ジゴマVS魔天郎）』(1989年）田トシカズ 役
- 『不思議少女ナイルなトトメス』第38話（1991年）
- 『のんのんばあとオレ』（1991年）

## その後の経緯
4歳から16歳まで子役活動をしていたが、中学卒業を機に子役活動を終了。

中学校卒業後、父親の家業であった塗装業の道へ進み「建築塗装工」となる。
以後17年に渡り建築現場の最前線で活躍するも、体調不良により塗装業を引退。

その療養中に「せどり」という職業に出会い、せどりで生計を立てる専業の【プロせどらー】に転身する。
自身の経験をせどりブログ【プロせどらーシゲキのコンビニせどりブログ。】にて公開し、

コンビニせどりの第一人者として、業界の健全化を理念に掲げて2010年からせどらー初心者育成活動を開始。
その人材育成活動等の実績が認められ、せどりの成功者としてビジネス雑誌にも取り上げられる。
そして現在では、アフィリエイトを始めとする様々なインターネットビジネスに関わり、

《ネット起業家シゲキ》名義では、セミナー講師・コンサルティングとしても活動している。(2012年9月現在)
| スタブアイコン | サブスタブ | この項目は、まだ閲覧者の調べものの参照としては役立たない、俳優（男優・女優）に関連した書きかけの項目です。この項目を加筆・訂正などしてくださる協力者を求めています（P:映画/PJ芸能人）。 |